# Кведа Цвірмінді
Кведа Цвірмінді (груз. ქვედა წვირმინდი) — село в Грузії.
За даними перепису населення 2014 року в селі проживає 19 осіб.